# Leilah Sutherland
Leilah Sutherland, född 22 mars 1985 i Reading i England, är en brittisk skådespelare. Hon spelade Alicia Spinnet i Harry Potter och de vises sten.